# Godfrey Clive Miller

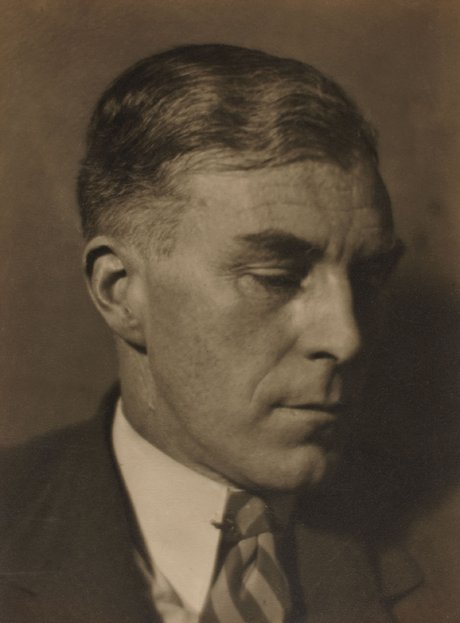
Godfrey Clive Miller.

Godfrey Clive Miller (* 20. August 1893 in Wellington, Neuseeland; † 10. Mai 1964 in Paddington (New South Wales), Australien) war ein neuseeländischer Maler.

## Leben
Godfrey Clive Miller war das zweite von drei Kindern des schottischen Bankbuchhalters Thomas Tripney Miller und seiner in Neuseeland geborenen Ehefrau Isabella, geborene Duthie, die bereits 1896 verstarb. 1897 heiratete sein Vater Isabellas Schwester Eliza Jane, aus deren Verbindung vier Kinder hervorgingen. Nach dem Tod seines Großvaters erbte Miller einen Teil des Eisenwarenhandels John Duthie & Co. Ltd in Wellington. Er besuchte staatliche Schulen in Hawera und Palmerston North, bevor er als Stipendiat in das Internat der Otago Boys’ High School in Dunedin zog.
Im Alter von 17 Jahren begann Miller eine Ausbildung bei J. Louis Salmond vom Architekturbüro Salmond & Vanes in Dunedin, er besuchte Kurse an der dort ansässigen School of Art and Design (Dunedin Technical School) und arbeitete auf Baustellen. Am 20. Oktober 1914 trat er in den Militärverband der New Zealand Expeditionary Force ein und diente im Ersten Weltkrieg als Signalgeber im türkischen Gallipoli. Hier erlitt er am 6. August 1915 eine schwere Verwundung am rechten Oberarm, aus der sich eine Lähmung des Nervus radialis und eine Nervenschwäche entwickelte. Miller erhielt am 30. Mai 1916 seine Entlassung aus dem Militärdienst. Am 25. Juli 1917 registrierte er sich beim New Zealand Institute of Architects.
Vor Beginn des Krieges hatte Miller Unterricht bei Alfred O’Keeffe genommen, der sein Interesse an der Malerei geweckt hatte. 1917 arbeiteten die beiden wieder zusammen. Im Jahr darauf reichte Miller bei der New Zealand Academy of Fine Arts eine seiner Zeichnungen ein, die dort ausgestellt und prämiert wurde.
Es dauerte jedoch bis 1952, bevor der schüchterne Miller mit seinen Arbeiten wieder an die Öffentlichkeit ging. Er lebte ab den 1930er Jahren im Wesentlichen zurückgezogen, genoss aber gelegentlich gerne Gesellschaft und schrieb zahlreiche „wunderbare Briefe“. In dieser Zeit arbeitete er an einzelnen seiner Gemälde oft für mehrere Jahre.
In Melbourne schrieb sich Miller 1918 an der National Gallery School für die Klasse des Malers William Beckwith McInnes ein, die er ab Mitte 1923 für ein zweites Jahr besuchte. Er bereiste 1919 den Fernen Osten und zeigte sich fasziniert von der asiatischen Kultur und Denkweise. Zwischen 1918 und 1929 lebte er hauptsächlich in Victoria, wo er in Warrandyte malte, sowie in New South Wales. Er machte Bekanntschaft mit der Gruppe von Künstlern, die in den frühen 1920er Jahren die Australian Art Association wiederbelebten. In dieser Zeit begeisterte er sich für romantische und symbolistische Literatur. 1929 trat er der Victorian Artists Society bei.
Von 1929 bis 1931 besuchte er die Slade School of Fine Art in London, die er mit einem Zertifikat in Bildhauerei abschloss. 1933 setzte er seine Studien an der Schule fort und zog nach wechselnder Unterbringung in Studentenbuden im Stadtteil Paddington in seine eigenen Räume in der Nähe der Schule. Im Folgejahr verlor er jedoch sein Interesse an der Arbeit in der Institution.
Der belesene Miller hatte an die Ansätze anderer Künstler angeknüpft in dem Glauben, dass vergangene und gegenwärtige Kunst der Schlüssel zur Kreativität der Zukunft seien. Er begeisterte sich für Metaphysik und schloss sich dem British Institute of Philosophy an. In den späten 1930er Jahren kam ihm die Theosophie in seinen mystischen Neigungen am ehesten entgegen, mit denen er in Australien in die Anthroposophical Society eintrat.
Millers geometrisch-klassischer Stil basierte auf der Abstraktion von natürlichen Formen. Er entwickelte sich von einem sich auf die künstlerische Tradition des 19. Jahrhunderts stützenden, konservativen naturalistischen Maler, als der er nach London gekommen war und sich schnell durch den Impressionismus und Post-Impressionismus gearbeitet hatte, zu einem gut ausgebildeten und erfahrenen Moderner Künstler, als er die Stadt verließ.
Denn Miller kehrte Anfang 1939 über Neuseeland nach Australien zurück und lebte in Pensionen im Zentrum von Sydney. 1954 erwarb er im Stadtteil Paddington ein Haus mit Blick auf die Bucht Rushcutters Bay, die gelegentlich in seinen Gemälden zu sehen ist. Er lebte wie gewohnt genügsam und malte allein, bis er 1948 mit Teilzeituntericht am East Sydney Technical College als Lehrer aktiv wurde. Seine Schüler zeigten sich von seinem Engagement und seiner ästhetischen Sensibilität beeindruckt.
1952 stellte er seine Gemälde mit der Sydney Art Group aus. Im nächsten Jahr zeigte er seine Arbeit in London, der erste von mehreren erfolgreichen Auftritten im Ausland. Die Tate Gallery erwarb 1961 sein zwischen 1938 und 1954 entstandenes Triptychon mit Figuren. Die zweite von Millers insgesamt vier Einzelausstellungen war 1959 eine Retrospektive in der National Gallery of Victoria, zu der er philosophische Texte über seine Gemälde veröffentlichte. 1962 folgte in Sydney ein Buch mit 40 Abbildungen seiner Zeichnungen.
Godfrey Clive Miller starb am 10. Mai 1964 in seinem Haus in Paddington; nach anglikanischem Ritus wurde er eingeäschert. Die große Zahl der Bilder, die in seinem Haus vorgefunden wurde, bildete die Grundlage für die Godfrey Miller Memorial Exhibition, Sydney 1965.

## Werke (Auswahl)
- Landscape, Woronora, 1953–1955
- Still Life with Comport and Fruit, 1936–1940
- Still Life with Green Curtain and Comport, 1950–1952
- Abstract Garden
- Composition with Lute
- The Green Ginger Jar
- Nocturne Trees, 1950
- Fig Trees
- Summer, 1957–1959
- Apples, 1944–1946
- Madonna No.1, 1960–1962
- The Four Seasons, 1948–1952
- Bottles, 1938–1941
- Fruit bowl and window
- Bridge, Paris, 1936
- Abstract The Arch, Sydney, 1939–1945